# Kalinga ornata
Kalinga, Kalinginae
Sous-famille
Genre
Espèce
Kalinga ornata, unique représentant du genre Kalinga et de la sous-famille des Kalinginae, est une espèce de nudibranches de la famille des Polyceridae.

## Description
Kalinga ornata est un gros nudibranche nocturne, qui atteint des tailles d'au moins 13 cm. 

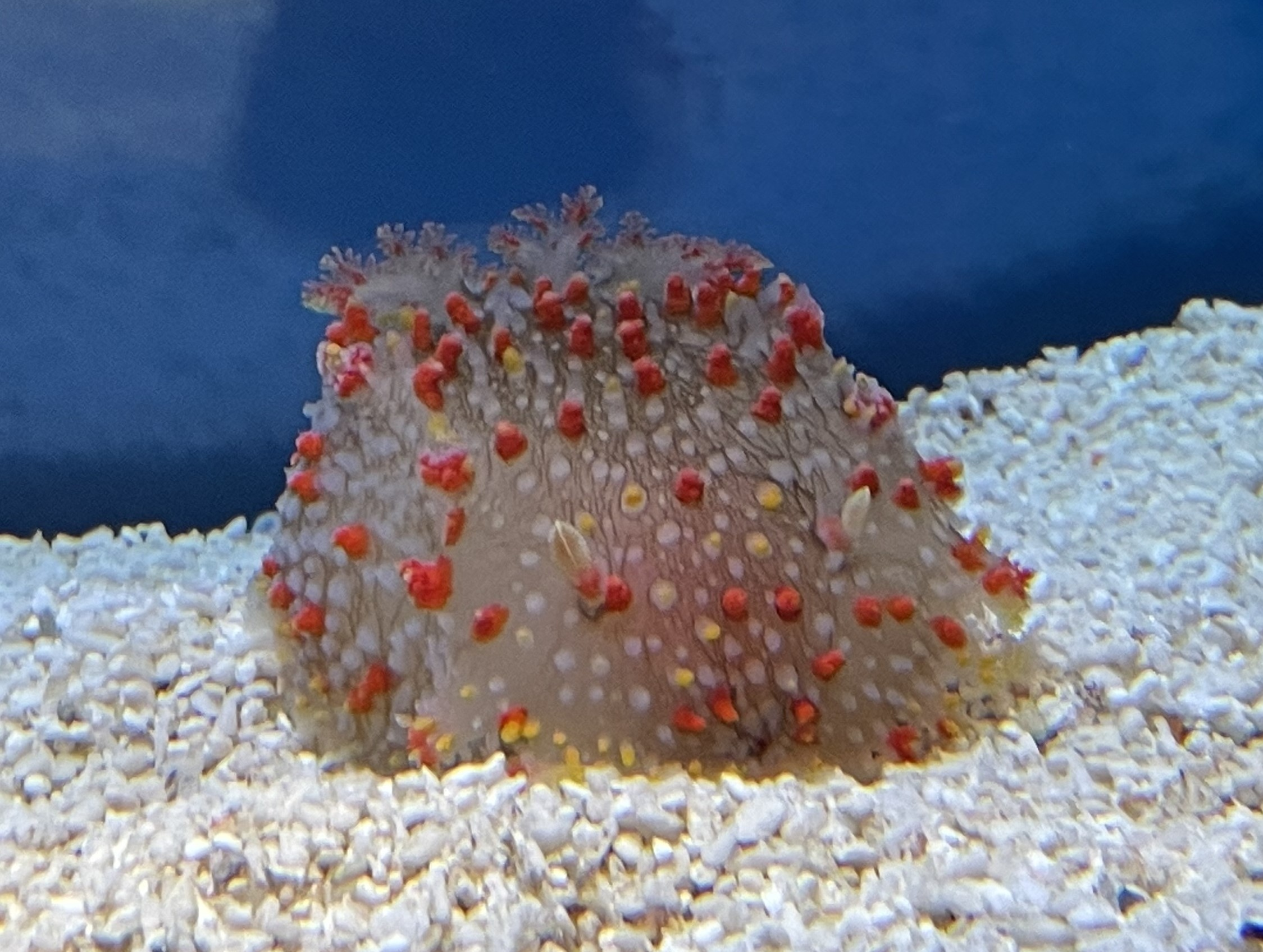
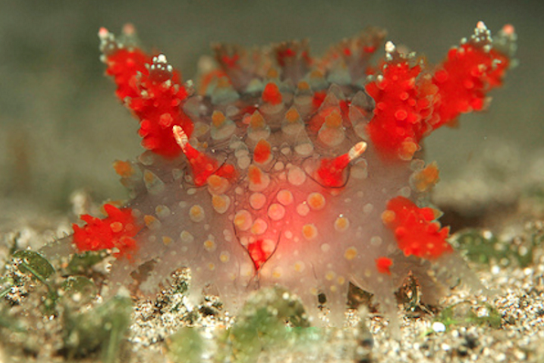
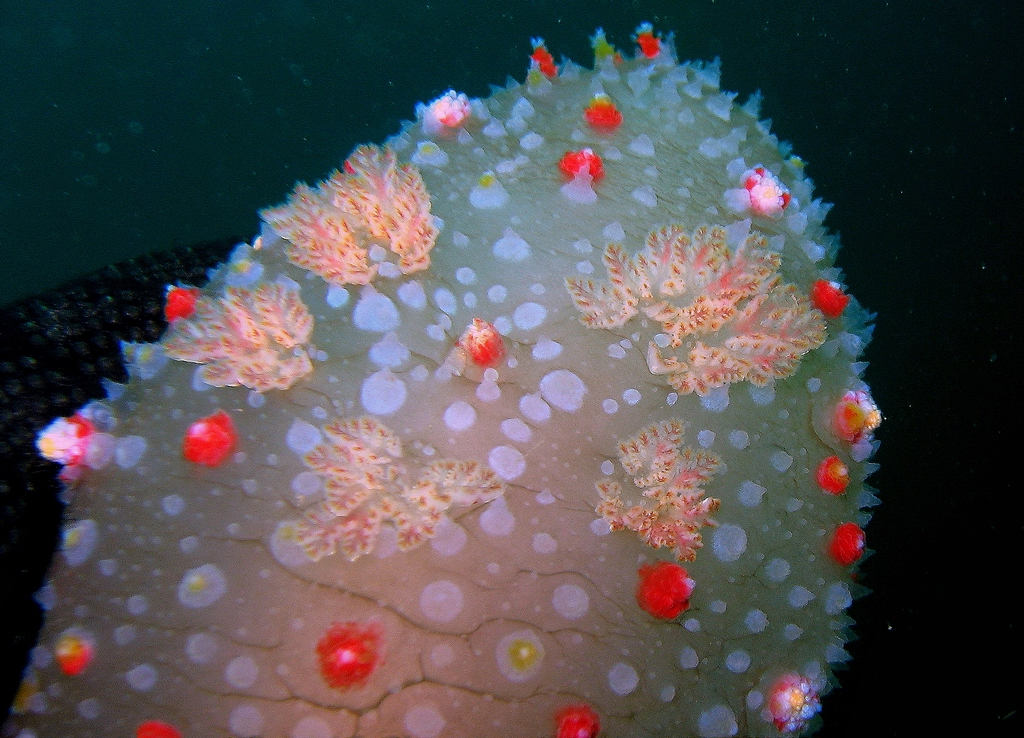

Il a été démontré qu'il se nourrit d'ophiures vivant dans le sable (famille des Amphiuridae), un régime tout à fait unique pour un nudibranche.

## Habitat et répartition
Cette espèce nocturne préfère les substrats sablonneux ou limoneux. 
Kalinga ornata est présente dans les eaux côtières profondes du bassin Indo-Pacifique entre l'Inde, l'Australie du sud-est (NSW) et le Japon (mais également signalé à Hawaï).
Des individus ont été observés in situ par des plongeurs à une profondeur de 6 m, ils ont été pêchés au chalut à des profondeurs de 76 m et observés par un ROV à une profondeur de 182 m. 

## Alimentation
Le régime alimentaire de Kalinga Ornata, déterminé par l'examen du contenu de ses intestins, semble être constitué d'ophiures. 
 [vidéo] « Kalinga Ornata Nudibranch (0:58) », 14 janvier 2014

## Systématique
Le genre Kalinga et l'espèce Kalinga ornata ont été décrits en 1864 par Joshua Alder (1792-1867) et Albany Hancock (1806-1873),.
La famille des Kalinginae a été créée en 1956 par Alice Pruvot-Fol (1873-1972).

### Publication originale
- (en) Joshua Alder et Albany Hancock, « Notice of a Collection of Nudibranchiate Mollusca made in India by Walter Elliot, Esq., with Descriptions of several New Genera and Species », Transactions of the Zoological Society of London, ZSL, vol. 5, no 3,‎ 1864, p. 113-147 (ISSN 0084-5620, DOI 10.1111/J.1096-3642.1864.TB00643.X, lire en ligne).